# Peter Fox lo sabía
Peter Fox lo sabía fue un programa que se transmitió por LR1 Radio el Mundo de Argentina, de lunes a viernes, a las 19,45 horas a partir de 1948.

## Descripción
Se trataba de un radioteatro –en realidad un "miniradioteatros", dada su duración- que se emitía precedido de la comedia ¡Qué pareja!  y antes del programa musical Glostora Tango Club. En esos 15 minutos que se iniciaban con la voz del protagonista, advirtiendo que "Peter Fox lo sabía", se planteaba y resolvía un enigma de tipo policial a cuya solución llegaba el protagonista Peter Fox interpretado por José Tresenza (padre de la más tarde locutora Rina Morán) secundado por el "Inspector Bergman", papel a cargo de Alfredo Marino. Los demás roles estaban a cargo del elenco estable de Radio El Mundo – una de las actrices que actuó en el programa fue Hilda Bernard -. Los efectos especiales –pasos, puertas que se abren y cierran, paso de automóviles, etc.- estaban a cargo de Nicolás Catalán.
En 1953 Miguel Dante protagonizó por Canal 7 durante los tres meses en que estuvo el programa en el aire, Peter Fox vuelve o Peter Fox ha vuelto, con libretos de Miguel de Calasanz y un elenco en el que estaban Luis Sorel, María Aurelia Bisutti y la actriz de radioteatro Julia Giusti. Miguel Dante volvió al programa al retornar el mismo a la televisión en 1959 bajo el título Peter Fox lo sabía.